# Stronger (альбом Сары Эванс)
| Оценки критиков      | Оценки критиков |
| Источник             | Оценка          |
| -------------------- | --------------- |
| Allmusic             | [ 1 ]           |
| Associated Press     | (mixed)         |
| Billboard            | (positive)      |
| Country Weekly       | [ 4 ]           |
| Entertainment Weekly | (B)             |
| The New York Times   | (positive)      |
| Roughstock           | [ 7 ]           |
| The Washington Post  | (positive)      |

Stronger — шестой студийный альбом американской кантри-певицы и автора-исполнителя Сары Эванс, изданный 2011 2011 года на студии RCA Nashville. Песня «A Little Bit Stronger» заняла первое место в кантри-чарте Hot Country Songs.

## История
Stronger стал первым альбомом Сары Эванс за последние 6 лет. За этот шестилетний период Сара успела развестись с её мужем Craig Schelske (в 2007) и выйти замуж за Jay Barker (2008), у них 7 детей: троё от её первого брака и ещё 4 от его.
Песня «A Little Bit Stronger» вышла в качестве лид-сингла 27 сентября 2010 года и достигла позиции № 1 в кантри-чартеBillboard Hot Country Songs, впервые после её последнего чарттоппера «A Real Fine Place to Start»(2005). Второй сингл с альбома Stronger, «My Heart Can’t Tell You No» вышел 20 июня 2011 и достиг № 21 в Hot Country Songs в январе 2012 года. Третий сингл «Anywhere» вышел 23 июля 2012 года.
Альбом дебютировал на позиции № 6 в Billboard 200 и на № 1 в кантри-чарте Billboard Top Country Albums с тиражом 55,000 копий в первую неделю релиза. К январю 2014 года тираж альбома достиг 405,000 копий в США

## Реакция общественности
Эванс с альбомом была номинирована на несколько премий: CMA Awards, American Music Awards, CMT Music Awards и American Country Awards. Альбом получил положительные отзывы от музыкальных критиков и интернет-изданий, например, таких как Metacritic, The New York Times,, Roughstock, Billboard, Country Weekly, The Washington Post, Associated Press.
| Год  | Награда                          | Категория                                             | Результат |
| ---- | -------------------------------- | ----------------------------------------------------- | --------- |
| 2011 | CMT Music Awards                 | Female Video of the Year for «A Little Bit Stronger»  | Номинация |
| 2011 | Country Music Association Awards | Female Vocalist of the Year                           | Номинация |
| 2011 | Country Music Association Awards | Single of the Year for «A Little Bit Stronger»        | Номинация |
| 2011 | American Music Awards            | Favorite Country Female Artist                        | Номинация |
| 2011 | American Country Awards          | Single by a Female Artist for «A Little Bit Stronger» | Номинация |

## Список композиций
| №   | Название                          | Автор(ы)                                              | Длительность |
| --- | --------------------------------- | ----------------------------------------------------- | ------------ |
| 1.  | «Desperately»                     | Сара Эванс, Marcus Hummon                             | 3:13         |
| 2.  | «A Little Bit Stronger»           | Luke Laird, Хиллари Линдси, Хиллари Скотт             | 5:04         |
| 3.  | «My Heart Can't Tell You No»      | Simon Climie, Dennis Morgan                           | 4:33         |
| 4.  | «Anywhere»                        | Matt Evans, Jaren Johnston                            | 4:06         |
| 5.  | «Alone»                           | Brian Henningsen, Aaron Henningsen                    | 3:25         |
| 6.  | «Ticket to Ride»                  | S. Evans, Leslie Satcher                              | 4:22         |
| 7.  | «Life Without Losing»             | S. Evans, Barry Dean, Andrew Dorff, Laird             | 3:42         |
| 8.  | «What That Drink Cost Me»         | S. Evans, M. Evans, Нэтан Чапман                      | 4:00         |
| 9.  | «Wildfire»                        | S. Evans, M. Evans, Kara DioGuardi, Marti Frederiksen | 3:38         |
| 10. | «Born to Fly» (Bluegrass version) | S. Evans, Hummon, Darrell Scott                       | 3:36         |
| 11. | «Cabana Boy» (iTunes bonus track) | S. Evans, M. Evans, Chapman                           | 3:22         |

## Чарты и сертификации

### Альбом
| Чарт (2011)                 | Высшая позиция |
| --------------------------- | -------------- |
| UK Country Albums Chart     | 4              |
| US Billboard 200            | 6              |
| US Billboard Country Albums | 1              |

### Синглы
| Год                   | Сингл                         | Высшая позиция | Высшая позиция | Высшая позиция |
| Год                   | Сингл                         | US Country     | US             | CAN            |
| --------------------- | ----------------------------- | -------------- | -------------- | -------------- |
| 2010                  | «A Little Bit Stronger»       | 1              | 34             | 75             |
| 2011                  | «My Heart Can’t Tell You No»A | 21             | 105            | —              |
| 2012                  | «Anywhere»                    | 53             | —              | —              |
| «—» неучастие в чарте |                               |                |                |                |

- Aпесня не попала в Hot 100, но участвовала Bubbling Under Hot 100 Singles.[21]

### Сертификации
| Регион                                                      | Сертификация | Продажи  |
| ----------------------------------------------------------- | ------------ | -------- |
| США (RIAA)                                                  | Золотой      | 500 000^ |
| ^ Данные о тиражах приведены только на основе сертификации. |              |          |